# Persön
Persön is een stadje (tätort) binnen de Zweedse gemeente Luleå. Het achtervoegsel ön wijst erop dat het een eiland was. Door de verhoging van het landschap alhier is het landinwaarts komen te liggen. Strikt genomen is het nu ook nog een eiland. Ten noorden en zuiden van het dorp liggen twee rivierbeddingen van de rivier Altersundet. Persön ligt aan de zuidpunt van het meer Persöfjord, vroeger fjord, nu een meer.
Persön in waarschijnlijk genoemd naar een zekere Per (Peter), die hier in 1339 leefde, toen het nog een eiland was.
Bestuurscentrum: Luleå (Tätort)
Tätort: Alvik · Antnäs · Bälinge · Bensbyn · Bergnäset · Brändön · Ersnäs · Gammelstad · Jämtön · Kallax · Karlsvik · Klöverträsk · Måttsund · Persön · Råneå · Rutvik · Södra Sunderbyn
Småort: Ale · Ängesbyn · Avan · Björknäs en Harrviken · Björsbyn · Böle · Börjelslandet · Brännan · Bränslan · Fällträsk · Gäddvik · Hagaviken · Midbyn · Mörön · Niemisel · Norra Gäddvik · Örarna · Reveln · Smedsbyn · Södra Prästholm · Sundom · Vitå
Overig: Alhamn · Skäret · Niemiholm